# Episodi di Star Trek: The Next Generation (seconda stagione)
La seconda stagione della serie televisiva Star Trek: The Next Generation è stata trasmessa in syndication dal 21 novembre 1988 al 17 luglio 1989.
In Italia è stata trasmessa da Italia 1 dal 6 dicembre 1994 al 30 dicembre 1994.
In questa stagione entra a far parte del cast regolare Diana Muldaur nel ruolo della dott.ssa Pulaski.
| nº | Titolo originale        | Titolo italiano           | Prima TV USA     | Prima TV Italia  |
| -- | ----------------------- | ------------------------- | ---------------- | ---------------- |
| 1  | The Child               | Il bambino                | 21 novembre 1988 | 6 dicembre 1994  |
| 2  | Where Silence Has Lease | Dove regna il silenzio    | 28 novembre 1988 | 7 dicembre 1994  |
| 3  | Elementary, Dear Data   | Elementare, caro Data     | 5 dicembre 1988  | 8 dicembre 1994  |
| 4  | The Outrageous Okona    | Okona l'immorale          | 12 dicembre 1988 | 9 dicembre 1994  |
| 5  | Loud as a Whisper       | Rumoroso come un sussurro | 9 gennaio 1989   | 12 dicembre 1994 |
| 6  | The Schizoid Man        | L'uomo schizoide          | 23 gennaio 1989  | 5 dicembre 1994  |
| 7  | Unnatural Selection     | Selezione innaturale      | 30 gennaio 1989  | 13 dicembre 1994 |
| 8  | A Matter of Honor       | Questione d'onore         | 6 febbraio 1989  | 4 dicembre 1994  |
| 9  | The Measure of a Man    | La misura di un uomo      | 13 febbraio 1989 | 15 dicembre 1994 |
| 10 | The Dauphin             | La delfina                | 20 febbraio 1989 | 16 dicembre 1994 |
| 11 | Contagion               | Contagio                  | 20 marzo 1989    | 7 dicembre 1994  |
| 12 | The Royale              | Hotel Royale              | 27 marzo 1989    | 19 dicembre 1994 |
| 13 | Time Squared            | Tempo al quadrato         | 30 aprile 1989   | 20 dicembre 1994 |
| 14 | The Icarus Factor       | Fattore Icaro             | 24 aprile 1989   | 21 dicembre 1994 |
| 15 | Pen Pals                | Amici per la pelle        | 1º maggio 1989   | 22 dicembre 1994 |
| 16 | Q Who                   | Chi è Q?                  | 8 maggio 1989    | 23 dicembre 1994 |
| 17 | Samaritan Snare         | Trappola per samaritani   | 15 maggio 1989   | 24 dicembre 1994 |
| 18 | Up The Long Ladder      | L'avventura del Mariposa  | 22 maggio 1989   | 26 dicembre 1994 |
| 19 | Manhunt                 | Caccia all'uomo           | 19 giugno 1989   | 27 dicembre 1994 |
| 20 | The Emissary            | L'emissario               | 26 giugno 1989   | 28 dicembre 1994 |
| 21 | Peak Performance        | Una perfetta strategia    | 10 luglio 1989   | 29 dicembre 1994 |
| 22 | Shades of Gray          | Ombre dal passato         | 17 luglio 1989   | 30 dicembre 1994 |

## Il bambino
- Titolo originale: The Child
- Diretto da: Rob Bowman
- Scritto da: Jaron Summers, Jon Povill, Maurice Hurley

### Trama
Data Stellare 42073.1. Durante il tragitto verso Aucdet IX, dove l'Enterprise D deve prelevare dei campioni di virus di peste plasmatica, una strana entità penetra nella nave e poco dopo Deanna Troi si accorge di essere incinta; dopo sole 36 ore il consigliere dà alla luce un bambino. Raggiunto il pianeta e presi i campioni, l'Enterprise D si dirige verso la sua destinazione finale: la stazione scientifica Tango Sierra, dove si spera di poter trovare un antidoto al virus. Intanto Ian, il figlio di Deanna, ha raggiunto in pochi giorni lo stadio di sviluppo di un bambino di 8 anni. Quando una strana radiazione rischierà di deteriorare i contenitori contenenti il virus, sarà Ian a risolvere la situazione, morendo come essere umano e riprendendo la sua forma di pura energia: spiegherà, attraverso la madre, che è un'entità aliena che, incuriosita dagli umani, ha voluto entrare a farne parte ma, una volta capito che li stava mettendo in pericolo (era lui la fonte della radiazione), si è fatto da parte per metterli in salvo.
- Altri interpreti: Whoopi Goldberg (Guinan), Seymour Cassel (Hester Dealt)

## Dove regna il silenzio
- Titolo originale: Where Silence Has Lease
- Diretto da: Winrich Kolbe
- Scritto da: Jack B. Sowards

### Trama
Data Stellare 42193.6. L'Enterprise D è diretta verso il quadrante Morgana e approfitta del tempo a disposizione per migliorare il dettaglio delle mappe della zona. La nave passa attraverso un buco nello spazio, Worf consiglia l'allarme giallo e racconta di una leggenda klingon a proposito di una creatura che divora i vascelli. L'Enterprise oltrepassa i confini dello strano fenomeno e vi entra per analizzarlo meglio, decidendo poi di uscirne e lasciare il compito alle navi scientifiche della Flotta Stellare. Ogni tentativo di andarsene risulta però infruttuoso. I guai dell'Enterprise sono dovuti a un'entità che vuole "studiare" gli uomini come fossero cavie, esaminando in particolare la mortalità. Picard, pur di non sottoporre l'equipaggio a tutto ciò, decide per l'autodistruzione della nave. Solo a questo punto l'entità decide di lasciarli andare.
- Altri interpreti: Charles Douglass (Haskell)

## Elementare, caro Data
- Titolo originale: Elementary, Dear Data
- Diretto da: Rob Bowman
- Scritto da: Brian Alan Lane

### Trama
Data Stellare 42286.3. La Forge e Data programmano una simulazione nel ponte ologrammi impersonando rispettivamente Watson e Sherlock Holmes. Al primo caso, però, Data/Holmes dà sfoggio delle sue incredibili capacità di deduzione unite alla sua infallibile memoria positronica e in pochi minuti fornisce la soluzione. La Forge interrompe la simulazione, dal momento che il divertimento consiste proprio nel cercare la soluzione, non nel trovarla. La dottoressa Pulaski afferma che Data è incapace di fare a meno delle sue capacità e lo sfida a provare il contrario. I guai cominciano quando la dottoressa, anch'essa entrata nella simulazione, viene rapita da Moriarty.
- Altri interpreti: Daniel Davis (James Moriarty), Alan Shearman (Lestrade)

## Okona l'immorale
- Titolo originale: The Outrageous Okona
- Diretto da: Robert Becker
- Scritto da: Les Menchen, Lance Dickson, David Landsberg (soggetto), Burton Armus (sceneggiatura)

### Trama
Data Stellare 42402.7. Nei pressi dei pianeti gemelli Madena, l'Enterprise D incrocia un piccolo cargo in avaria. Thadiun Okona, il giovane capitano del cargo, si stupisce che i sensori della nave della Federazione siano in grado di diagnosticare a distanza i suoi guasti e spera che una tecnologia così avanzata possa aiutarlo a ripararli. Picard decide di far salire a bordo Okona, mentre La Forge e un team tecnico supervisioneranno le riparazioni. L'uomo si dimostra subito affabile, anche se un po' arrogante, e la descrizione che Deanna Troi ne dà è quella di una canaglia. Due importanti rappresentanti dei pianeti gemelli danno la caccia a Okona e raggiungono l'Enterprise: uno vuole Okona perché ha disonorato la figlia mettendola incinta, l'altro perché Okona ha rubato un prezioso e antico gioiello. Con pazienza, Picard capirà che il figlio e la figlia dei due inseguitori sono in realtà innamorati e invischiati in una sorta di storia alla Romeo e Giulietta: il ragazzo è il padre del nascituro e ha chiesto a Okona di rubare il gioiello per chiedere in sposa la ragazza. Tutto si sistemerà e Okona, liberato da tutte le accuse, riprenderà la sua strada.
- Altri interpreti: William O. Campbell (Thadiun Okona), Douglas Rowe (Debin), Albert Stratton (Kushell), Rosalind Ingledew (Yanar), Kieran Mulroney (Benzan), Joe Piscopo (il comico), Whoopi Goldberg (Guinan), Teri Hatcher (addetto al teletrasporto)

## Rumoroso come un sussurro
- Titolo originale: Loud as a Whisper
- Diretto da: Larry Shaw
- Scritto da: Jacqueline Zambrano

### Trama
Data Stellare 42477.2. Per dirimere una seria questione fra due fazioni sul pianeta Solais V, l'Enterprise D riceve l'ordine di prelevare il mediatore Riva, accettato da entrambe le parti; Riva è sordo e i suoi pensieri e stati emotivi vengono espressi da tre interpreti (il coro); quando però gli interpreti vengono eliminati, Data si sostituisce a loro imparando dal computer diversi linguaggi gestuali.
- Altri interpreti: Marnie Mosiman (armonia/equilibrio/saggezza), Thomas Oglesby (studioso/artista), Leo Damian (passione/guerriero), Howie Seago (Riva)
- L'attore Howie Seago è effettivamente sordo.

## L'uomo schizoide
- Titolo originale: The Schizoid Man
- Diretto da: Les Landau
- Scritto da: Richard Manning e Hans Beimler (soggetto); Tracy Tormé (sceneggiatura)

### Trama
Data Stellare 42437.5 Il dottor Ira Graves, definito dalla dottoressa Pulaski "la mente più grande dell'universo", è gravemente malato; l'Enterprise D si reca sul remoto pianeta su cui vive per soccorrerlo. Lo scienziato si trova subito bene con Data e gli rivela di aver insegnato molte cose al creatore dello stesso Data, il dottor Noonien Soong. Dopo la morte di Graves, l'androide comincia a comportarsi in modo strano.
- Altri interpreti: William Morgan Sheppard (Ira Graves), Suzie Plakson (Selar), Barbara Alyn Woods (Kareen Brianon)
- Il motivo fischiettato da Graves è If I Only Had a Heart, tratto dalla colonna sonora del film, diretto da Victor Fleming e interpretato da Judy Garland, Il mago di Oz del 1939, in cui rappresenta il tema dell'Uomo di Latta.

## Selezione innaturale
- Titolo originale: Unnatural Selection
- Diretto da: Paul Lynch
- Scritto da: John Mason e Mike Gray

### Trama
Data Stellare 42494.8. L'Enterprise D riceve una richiesta di soccorso dalla nave mercantile USS Lantree; tutto l'equipaggio di quest'ultima risulta morto di vecchiaia dopo aver effettuato uno scalo sulla stazione di ricerca genetica Darwin. Le indagini si concentrano sui bambini presenti sulla stazione che hanno un sistema immunitario programmato geneticamente. 
- Altri interpreti: Patricia Smith (dott.ssa Kingsley), Colm Meaney (Miles O'Brien)

## Questione d'onore
- Titolo originale: A Matter of Honor
- Diretto da: Rob Bowman
- Scritto da: Wanda M. Haight, Gregory Amos e Burton Armus (soggetto); Burton Armus (sceneggiatura)

### Trama
Data stellare 42506.5. Nell'ambito di un programma di scambio ufficiali fra astronavi diverse, l'Enterprise D accoglie a bordo il guardiamarina Mendon, di specie benzita, e il comandante Riker si offre di salire a bordo di uno sparviero klingon con l'incarico di primo ufficiale; durante il servizio si viene a trovare in conflitto con il capitano Kargan, il quale è convinto che l'Enterprise voglia attaccare la nave klingon.
- Altri interpreti: John Putch (Mendon), Chris Latta (Kargan), Brian Thompson (Klag)

## La misura di un uomo
- Titolo originale: The Measure of a Man
- Diretto da: Robert Scheerer
- Scritto da: Melinda M. Snodgrass

### Trama
Data stellare 42523.7. Durante una sosta sulla Stazione Spaziale 173, Picard ritrova Philippa Louvois, avvocata che anni prima sostenne un'accusa contro lo stesso Picard; sulla stazione è in servizio anche il comandante Maddox che intende smontare Data per poter dare impulso alle ricerche sui cervelli positronici; a Data, che non intende sottoporsi al trattamento, non resta che dare le dimissioni dalla Flotta Stellare, contestate da Maddox che ritiene l'androide una proprietà della flotta. Per dirimere la questione viene istituito un tribunale presieduto da Louvois con Picard che sostiene la difesa e Riker che, suo malgrado, sostiene l'accusa.
- Altri interpreti: Whoopi Goldberg (Guinan), Amanda McBroom (Phillipa Louvois), Clyde Kusatsu (Nakamura), Brian Brophy (Bruce Maddox)

## La delfina
- Titolo originale: The Dauphin
- Diretto da: Rob S. Bowman
- Scritto da: Scott Rubenstein e Leonard Mlodinow

### Trama
Data stellare 42568.8. L'Enterprise D ha il compito di riportare sul pianeta Daled IV la giovane Salia, che sarà il capo di stato dopo aver trascorso un periodo di istruzione su un altro pianeta; Salia è accompagnata da Anya, una severa e intransigente governante. Il guardiamarina Crusher si innamora a prima vista della bellissima Salia, ma sia lei sia Anya nascondono un segreto.
- Guest star: Whoopi Goldberg (Guinan)
- Altri interpreti: Paddi Edwards (Anya, donna anziana), Mädchen Amick (Anya, ragazza adolescente), Cindy Sorensen (Anya, animale peloso), Alex Daniels (Anya, grande creatura), Jaime Hubbard (Salia).

## Contagio
- Titolo originale: Contagion
- Diretto da: Joseph L. Scanlan
- Scritto da: Steve Gerber e Beth Woods

### Trama
Data stellare 42609.1. Per rispondere a una richiesta di aiuto da parte della sua nave gemella, la USS Yamato, l'Enterprise D si porta nella zona neutrale, al confine con l'Impero Romulano; poco dopo la Yamato viene distrutta. Scartata l'ipotesi che responsabile dell'accaduto sia una nave romulana che si trova in zona, si scopre che il problema è legato a un virus informatico che una sonda proveniente dal pianeta Iconia ha installato nel computer di bordo. L'esame dei diari della Yamato trasmette il virus anche all'Enterprise che è quindi interessata da una serie di avarie. 
- Guest star: Carolyn Seymour (Taris).
- Altri interpreti: Thalmus Rasulala (Donald Varley), Dana Sparks (Williams).

## Hotel Royale
- Titolo originale: The Royale
- Diretto da: Cliff Bole
- Scritto da: Keith Mills

### Trama
Data stellare 42625.4. L'Enterprise D indaga sul ritrovamento di alcuni resti di una nave terrestre del XXI secolo; il pianeta più vicino a tali resti risulta avere un'atmosfera totalmente irrespirabile tranne che per una limitata area nella quale sorge un edificio; Riker, Worf e Data, entrati in quell'edificio, si ritrovano imprigionati in un hotel con annesso un casinò. In una stanza trovano il cadavere in decomposizione di un astronauta americano morto da quasi trecento anni e un libro: il romanzo "Hotel Royale" di Todd Matthews.
- Altri interpreti: Sam Anderson (addetto alla reception), Jill Jacobson (Vanessa), Leo Garcia (fattorino), Noble Willingham (Texas), Greg Beecroft (Mickey D)
- Picard apre l'episodio citando l'ultimo teorema di Fermat e di come esso non sia ancora stato dimostrato; in realtà la dimostrazione del teorema fu pubblicata 5 anni dopo l'episodio.[1]

## Tempo al quadrato
- Titolo originale: Time Squared
- Diretto da: Joseph L. Scanlan
- Scritto da: Kurt Michael Bensmiller (soggetto); Maurice Hurley (sceneggiatura)

### Trama
Data stellare 42679.2. L'Enterprise D si imbatte in una navetta senza energia; portata a bordo si rivela appartenere alla stessa Enterprise e avere a bordo un individuo del tutto identico al capitano Picard, ma in stato di incoscienza; l'orologio di bordo della navetta è avanti di 6 ore rispetto all'ora corrente; mentre ci si interroga sul ritrovamento e si tenta di rianimare il duplicato di Picard, l'Enterprise si ritrova imprigionata in un vortice di energia.
- Altri interpreti: Colm Meaney (Miles O'Brien)

## Fattore Icaro
- Titolo originale: The Icarus Factor
- Diretto da: Robert Iscove
- Scritto da: David Assael (soggetto); David Assael e Robert L. McCullough (sceneggiatura)

### Trama
Data stellare 42686.4. Al primo ufficiale William Riker viene offerto di diventare capitano della USS Ares; per illustrarne la missione, sale a bordo il consigliere civile Kyle Riker, padre di William; fra i due, che non si vedono da 15 anni, i rapporti sono molto tesi. Alla fine decidono di confrontarsi una volta per tutte in un incontro di anbo-jyutsu che risulta decisivo per la soluzione dei loro dissidi. Nel frattempo, Wesley Crusher indaga sullo strano comportamento di Worf.
- Altri interpreti: Colm Meaney (Miles O'Brien), Mitchell Ryan (Kyle Riker)

## Amici per la pelle
- Titolo originale: Pen Pals
- Diretto da: Winrich Kolbe
- Scritto da: Hannah Louise Shearer (soggetto); Melinda M. Snodgrass (sceneggiatura)

### Trama
Data stellare 42695.3. Durante l'esplorazione di un pianeta destinato alla distruzione a causa delle continue eruzioni vulcaniche, Data entra in contatto con una forma di vita che al timbro vocale egli identifica come bambina, impaurita dalla situazione del pianeta e disorientata dalla solitudine. Dopo aver eseguito le necessarie indagini, riferisce i risultati agli altri membri dell'equipaggio. Nel frattempo, Wesley Crusher deve affrontare il suo primo incarico di comando, dovendo comporre e dirigere una squadra geologica che ha il compito di analizzare il pianeta nei minimi dettagli e trovare una soluzione; in questo frangente si rende conto della pressione e della responsabilità che comporta il comando.
- Altri interpreti: Nicholas Cascone (Davies), Nikki Cox (Sarjenka), Ann Gillespie (Hildebrant), Colm Meaney (Miles O'Brien), Whitney Rydbeck (Alans)

## Chi è Q?
- Titolo originale: Q Who
- Diretto da: Rob Bowman
- Scritto da: Maurice Hurley

### Trama
Data stellare 42761.3. Durante la normale navigazione dell'Enterprise D, il capitano Picard viene sequestrato da Q che gli chiede di unirsi all'equipaggio della nave ritenendo le conoscenze degli umani inadeguate ad affrontare i pericoli dello spazio. Per dimostrare la sua tesi, sposta la nave di molti anni luce ed essa viene a trovarsi a contatto con una nave borg; i membri di questa specie raccolgono informazioni sulla nave umana. Riker, Data e Worf si teletrasportano all'interno della nave aliena e rimangono sbalorditi dalla sorprendente tecnologia della stessa. Picard, resosi conto del pericolo, fa rientrare la squadra e ordina di allontanarsi; ne nasce un frenetico inseguimento in cui sono vani i tentativi di far fronte alla minaccia; a questo punto Q riappare e su richiesta di Picard fa tornare la nave al punto in cui si trovava prima dell'incontro con i Borg.
- Altri interpreti: John de Lancie (Q), Lycia Naff (Sonya Gomez), Colm Meaney (Miles O'Brien), Whoopi Goldberg (Guinan)

## Trappola per samaritani
- Titolo originale: Samaritan Snare
- Diretto da: Les Landau
- Scritto da: Robert L. McCullough

### Trama
Data stellare 42779.1. Appena dopo che il capitano Picard ha lasciato l'Enterprise D a bordo di una navetta (insieme al giovane Crusher, che deve  sostenere gli esami in Accademia) per sottoporsi in segreto a un intervento di sostituzione cardiaca a causa di un episodio di gioventù, viene ricevuta una richiesta di soccorso: una nave pakled si trova in avaria e richiede assistenza tecnica, ma si tratta di uno stratagemma per rapire l'ingegnere capo La Forge.
- Altri interpreti: Christopher Collins (Grebnedlog), Leslie Morris (Reginod), Daniel Benzali (chirurgo), Lycia Naff (Sonya Gomez), Tzi Ma (fisiologo biomolecolare)

## L'avventura del Mariposa
- Titolo originale: Up the Long Ladder
- Diretto da: Winrich Kolbe
- Scritto da: Melinda M. Snodgrass

### Trama
Data stellare 42823.2. Rispondendo a un segnale di soccorso di tipo terrestre, l'Enterprise D trova i discendenti dei componenti dell'equipaggio della nave Mariposa, partita dalla Terra nel XXII secolo; essi si sono divisi in due gruppi: una popolazione che è rimasta legata alle tradizioni degli abitanti terrestri dell'Irlanda, e un gruppo di scienziati che si sono stabiliti su un altro pianeta e che si trovano a dover far fronte a seri problemi dipendenti da lunghi anni di clonazioni.
- Altri interpreti: Barrie Ingham (Danilo Odell), Jon DeVries (Primo Ministro Granger), Rosalyn Landor (Brenna Odell)

## Caccia all'uomo
- Titolo originale: Manhunt
- Diretto da: Rob Bowman
- Scritto da: Terry Devereaux

### Trama
Data stellare 42859.2. Lwaxana Troi sale a bordo dell'Enterprise D come rappresentante del pianeta Betazed; ella sta attraversando "la fase", un periodo corrispondente alla menopausa delle donne umane, durante il quale le donne betazoidi raggiungono un appetito sessuale molto forte; per questa ragione si attacca a ogni uomo della nave, compreso il tenente Worf. Superato il periodo, smaschera un complotto alieno che aveva lo scopo di compromettere la conferenza di pace. Nel frattempo, per sfuggirle, Picard si rifugia sul ponte ologrammi.
- Guest star: Mick Fleetwood (dignitario antediano), Majel Barrett (Lwaxana Troi), Carel Struycken (signor Homn).
- Altri interpreti: Robert Costanzo (Slade Bender), Rod Arrants (Rex), Colm Meaney (Miles O'Brien), Robert O'Reilly (lo sfregiato), Rhonda Aldrich (Madeline).
- In questo episodio compare per la seconda volta il personaggio di Dixon Hill, investigatore privato del XX secolo che il capitano Picard impersona sul ponte ologrammi. La prima apparizione era avvenuta nell'episodio Il grande addio. Il personaggio di Homn, il servo di Lwaxana Troi, è interpretato dell'attore Carel Struycken, noto per aver impersonato il maggiordomo della Famiglia Addams Lurch nei tre film degli anni novanta del franchise e il misterioso "gigante" nella serie cult I segreti di Twin Peaks. Nell'episodio compare inoltre, pesantemente truccato tanto da renderlo irriconoscibile, il celebre musicista Mick Fleetwood, nei panni di un dignitario andediano. Fleetwood, pur di prendere parte alla serie, fu disposto a radersi la caratteristica barba che lo ha sempre contraddistinto.[2]

## L'emissario
- Titolo originale: The Emissary
- Diretto da: Cliff Bole
- Scritto da: Richard Manning, Hans Beimler (soggetto); Richard Manning, Hans Beimler (sceneggiatura), basato su una storia di Thomas H. Calder

### Trama
Data stellare 42901.3. L'Enterprise D deve intercettare una nave klingon che sta viaggiando nello spazio da 75 anni e il cui equipaggio, che sta per svegliarsi da un lungo sonno criogenico, non è al corrente della fine della guerra fra Federazione e Klingon; si teme quindi che possa attaccare gli avamposti federali senza difesa; per fornire un aiuto in questa missione, viene inviata a bordo dell'Enterprise l'emissario speciale K'Ehleyr, metà Umana e metà Klingon, vecchia conoscenza di Worf.
- Altri interpreti: Suzie Plakson (K'Ehleyr), Lance LeGault (K'Temoc), Georgann Johnson (Gromek), Colm Meaney (Miles O'Brien)

## Una perfetta strategia
- Titolo originale: Peak Performance
- Diretto da: Robert Scheerer
- Scritto da: David Kemper

### Trama
Data stellare 42923.4. L'Enterprise D è chiamata a sostenere un'esercitazione militare con la supervisione di un osservatore della Federazione inviato a bordo. A tale scopo, Riker prende il comando della USS Hathaway, una nave stellare in disuso, e porta con sé 40 membri dell'equipaggio dell'Enterprise accuratamente selezionati. Durante la guerra simulata sopraggiunge una nave ferengi che attacca l'Enterprise e pretende di catturare la Hathaway. Sarà necessaria una grande astuzia per risolvere la situazione e passare il test della Federazione.
- Altri interpreti: Roy Brocksmith (Sirna Kolrami), Armin Shimerman (DaiMon Bractor), David L. Lander (tattico), Leslie Neale (Nagel), Glenn Morshower (Burke)

## Ombre dal passato
- Titolo originale: Shades of Gray
- Diretto da: Rob Bowman
- Scritto da: Maurice Hurley (soggetto), Maurice Hurley, Richard Manning e Hans Beimler (sceneggiatura)

### Trama
Data stellare 42976.1. Durante l'esplorazione di un pianeta sconosciuto, il comandante Riker viene contagiato da un parassita che in maniera progressiva paralizza tutte le sue funzioni vitali. Ricoverato in infermeria, perde conoscenza; durante il suo stato di coma, la dottoressa Pulaski scopre che è possibile debellare il parassita e il suo contagio stimolando alcuni ricordi della vita di Riker, in particolare quelli relativi ai momenti più drammatici.
- Altri interpreti: Colm Meaney (Miles O'Brien)